# SHADOWGUN LEGENDS
『SHADOWGUN LEGENDS』はチェコのMadfinger Gamesが開発・運営するファーストパーソンシューティング型のMMORPGである。Shadowgunシリーズの3作目に当たる。

## ゲーム内容
ゲームの開始時にプレイヤーは「シャドウガン」と呼ばれる操作キャラクターを作成する。その後プレイヤーはすべてのシャドウガンの中心基地であるハブに移動することになる。そこでプレイヤーはミッションの依頼や武器・防具の売買、バーやカジノのサービスを受けられる（カジノへの入室時には年齢確認が行われる）。

### ミッション
ミッションは大きく分かれて3種類ある。すべてのミッションにおいてCO-OP（協力プレイ）が可能。

#### キャンペーン
ストーリーモード。クリアしていくことによってストーリーが進む。

#### サブミッション
NPCたちを助けるためのミッション。

#### オペレーション
NPCから与えられるショートミッション。情報戦、浸食、暗殺などがある。

### ウォーゲーム
複数人でのプレイが可能。

#### デュエル
1対1の対戦。5分以内に相手を5回キルするか、終了時に相手よりキル数が多いと勝利。

#### アセンダンシー
4対4の試合。倒した敵からトロフィーを集めていく。規定数に達したチームの勝利。

#### エリミネーション
4対4の試合。リスポーン回数が予め設定されており、最初にリスポーンを使い切ったチームの負け。

#### キャプチャー・ザ・フラッグ
4対4の試合。敵の旗を奪い、自分の陣地に持ち帰る。持ち帰ればそのラウンドでは勝利となる。勝利ラウンド数が規定数に達したチームの勝ち。

#### アリーナ
ブロンズ・シルバー・ゴールドの3種類がある。3人でプレイ可能。プレイヤーは敵の群れが襲ってくる5つのウェーブを生き残る。

#### ダンジョン
火付けの双子・雷拳・刃の踊り手・ハイブマインドの4つがある。3人でプレイ可能。プレイヤーはダンジョンの仕掛けを解き、ボスを倒さなければならない。
ミッションやウォーゲームをこなすことによって、「名声」と「経験値」を得る。あらゆるアクションは名声として評価され、名声を集めて有名になるほど世界からの評価も変わってくる。経験値は集めることでレベルがアップする。